# Ewing, Illinois
Ewing là một làng thuộc quận Franklin, tiểu bang Illinois, Hoa Kỳ. Năm 2010, dân số của làng này là 307 người.

## Dân số
Dân số qua các năm:
- Năm 2000: 310 người.
- Năm 2010: 307 người.